# HMS Royal Oak (1664)
HMS Royal Oak — 100-пушечный линейный корабль 2 ранга Королевского флота, спущенный на воду в 1664 году на верфи Портсмута. Корабль был построен Джоном Типпетом, мастером-кораблестроителем в Портсмуте в 1660—1668 годах, который позже стал Военно-морским комиссаром и впоследствии землемером флота (был посвящен в рыцари в 1672 году).
Карьера «Royal Oak» в Королевском флоте была короткой, но весьма насыщенной событиями. Согласно « Bibliographia Navalis» Джона Чарнока, адмирал сэр Кристофер Мингс был капитаном судна в 1664 году. Корабль участвовал в большинстве крупных сражений Второй англо-голландской войны: Лоустофтском сражении, Четырёхдневном сражении и сражении в День Святого Иакова. В битве при Лоустофте в 1665 году под командованием вице-адмирала сэра Джона Лоусона «Ройял Оук» был флагманским кораблем Красной эскадры герцога Йоркского ; позже сэр Джон умер от ран полученных в сражении. После поражения голландского флота в 1666 году в сражении в День Святого Иакова англичане несколько расслабились и утратили бдительность. Это в итоге привело к тому, что голландцы сожгли «HMS Royal Oak» во время рейда на Медуэй в следующем 1667 году.